# Giseh Verlag
Der Giseh Verlag war ein deutscher Spieleverlag im Kalletal.

## Geschichte
Der Giseh Verlag wurde im Jahr 2001 von Detlef Keßler und Ulrich Tiemeyer gegründet. Der Durchbruch gelang der Firma mit dem gleichnamigen dreidimensionalen Spiel Giseh!. Giseh setzte nach eigenen Angaben auf leicht zu erlernende Spiele, die von „Spiel gut“ als pädagogisch wertvoll erachtet wurden und dafür einen Preis bekamen.
Seit 2009 gab es eine Zusammenarbeit mit dem TAC Verlag, Herz Spiele, Gerhard Clemens Spiele und Pharao Spiele.

## Produktegeschichte
- 2001 – Giseh!, Oktaeder!
- 2002 – Kubana, Pindoo
- 2004 – Mojave, CupiCup, Hijara, Rhumb Line, Mozaic (von Martin H. Samuel)
- 2005 – Pentago, Pentago XL, Adams Ahn (von Reinhold Wittig), Quattrino
- 2006 – RapaNui, Zambezy, Dead Man’s Dice, Lucky Seven, Mojo (von Martin H. Samuel)
- 2007 – Landgang (von Reinhold Wittig), X, Mandalay (von Jacques Zeimet), High 7 (von Reinhold Wittig), Babel
- 2008 – Jactalea, EXXIT, Gyges, MANA, Kamon, Khan Tsin
- 2009 – Diaballik, Polygone, X², Quattrino, OMBA, Novem, Pentago Arena, Brändi Dog, TAC, BallCube
- 2010 – Wikinger Schach (von Reinhold Wittig)[1]

## Auszeichnungen
- 2001 – „Spiel gut“ für Giseh! Das Strategiespiel
- 2002 – „Spiel gut“ für Kubana
- 2005 – Årets spel in Schweden für Pentago
- 2006 – „Spiel gut“ für Hijara
- 2007 – „Spiel gut“ für Pentago
- 2008 – Årets spel in Schweden für Novem